# Vivendi
A Vivendi é um conglomerado de mídia da França, especializado no setor de comunicação e entretenimento, com atividades na música, televisão, cinema, editoração, telecomunicações, games e serviço de Internet.
Vivendi reúne várias empresas líderes no conteúdo e mídia. Groupe Canal+ é líder francês da televisão por assinatura, também presente na África, Polónia e Vietname; sua filial StudioCanal é um líder europeu na produção, aquisição, distribuição e vendas internacionais de filmes e séries de TV. Universal Music Group é líder mundial na música. Vivendi Village reúne Vivendi Ticketing, Wengo (conselho de especialistas), Watchever (video por assinatura) e a sala de concertos em Paris Olympia. Foi proprietária do operador brasileiro Global Village Telecom, o qual vendeu para o conglomerado Telefónica em 30 de setembro de 2014, em troca de 5,7% da Telecom Italia, no qual a Telefónica é a principal acionista.
Originalmente especializada nos serviços a coletividades locais (água, transporte e saneamento ambiental) sob o nome de Compagnie générale des eaux (às vezes chamada, abreviadamente, Générale des Eaux, o grupo gradualmente se tornou forte, no final dos anos 1990, em novas tecnologias sob a presidência de Arnaud de Puyfontaine.
Depois de atravessar dificuldades entre 2002 e 2004, o grupo foi renomeado Vivendi Universal em 2000 e simplesmente Vivendi em 2006. Conseguiu erguer-se e retomou sua trajetória de expansão para o exterior, reforçando suas posições e tornando-se líder mundial da comunicação e do entretenimento.

## Ativos da Vivendi

### Televisão
- Canal+

```
*  Canal+ Cinema
*  Canal+ Family
*  Canal+ Sport
*  Canal+ Décale
*  Canal+ Series
```

- C8
- C Star
- C News

### Música
- Universal Music Group

### Cinema
- StudioCanal

### Games
- Gameloft
- Ubisoft

### Outras empresas
- Olympia
- Vivendi Villager
- Wengo
- Watchever
- Vivendi Ticketing

### Antigas empresas
- NBCUniversal
- Xfinity
- Comcast
- Blizzard Entertainment
- Sierra Entertainment
- Activision